# Shape of My Heart
〈Shape of My Heart〉는 영국의 싱어송라이터 스팅의 곡이다. 1993년 8월 《Ten Summoner's Tales》 음반의 다섯 번째 싱글로 발매되었다. 이 곡은 기타리스트 도미닉 밀러가 공동 작곡했다. 이 곡은 장 르노와 내털리 포트먼이 주연을 맡은 프로와 1993년 영화 《쓰리 오브 하트》 내에서 영화 《레옹》의 최종 크레딧에 사용되었다.
이 노래는 팝 음악이 되었고 그의 솔로 경력과 가장 밀접한 관련이 있는 스팅의 작품 중 하나가 되었다. 현재 스트리밍 플랫폼 스포티파이에서 1억4000만 건 이상의 플레이를 보유하고 있다.

## 인증
| 국가                       | 인증 | 판매량/출하량 |
| -------------------------- | ---- | ------------- |
| 일본 (RIAJ) digital        | 골드 | 100,000*      |
| *판매량을 기반으로 한 인증 |      |               |